# Dietegen
Dietegen von Gottfried Keller ist eine Novelle aus dem 2. Band der Novellensammlung Die Leute von Seldwyla und wurde erstmals 1874 veröffentlicht.

## Inhalt

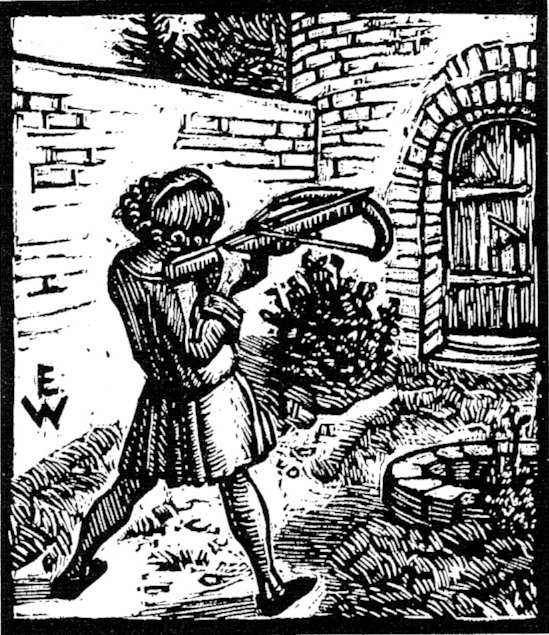
Der Armbrustschütze, Holzschnitt von Ernst Würtenberger

Die Novelle spielt zur Zeit der Burgunder- und der Mailänderkriege in den beiden fiktiven Schweizer Städten Seldwyla und Ruechenstein. In Ruechenstein wird der Waisenjunge Dietegen, der als rechtloses Verdingkind sklavenartig gehalten wird, zu Unrecht des Diebstahls einer Armbrust bezichtigt und gehängt. Küngolt, ein Mädchen aus Seldwyla, entdeckt, dass der Junge in seinem Sarg noch lebt. Nach der Rechtsordnung Ruechensteins bekommt das Leben geschenkt, wer eine Hinrichtung überlebt. Dietegen wächst fortan beim Vater Küngolts, dem Forstmeister von Seldwyla, und ihrer Mutter auf. Küngolt sieht in ihm ihren zukünftigen Ehemann und behandelt ihn wie ihren Besitz.

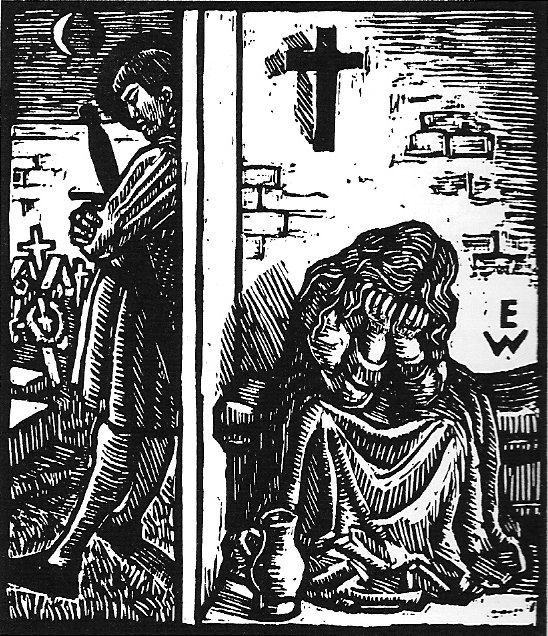
Dietegen bewacht Küngolt, Holzschnitt von Ernst Würtenberger

Nach dem Tod der Mutter zieht die Base Violande in das Forsthaus, die den Förster heiraten und die einander liebenden Kinder auseinander bringen will. Das gelingt ihr, als Küngolt eine Gruppe Ruechensteiner mit einem Aphrodisiakum aus Violandes Besitz zu Tätlichkeiten aufreizt, bei denen einer getötet wird. In derselben Nacht verführt Violande den betrunkenen Förster zur Ehe. Küngolt wird in Seldwyla vor Gericht gestellt und muss ein Jahr Dienst beim Friedhofswärter tun. Dietegen bewacht sie dort zunächst und schützt sie vor Nachstellungen. Als Küngolt sich jedoch von einem Kaplan im Hause des Totengräbers den Hof machen lässt, überlässt er sie ihrem Schicksal.
Zusammen mit seinem Ziehvater nimmt er an der Schlacht bei Grandson teil, in der der Förster fällt. Dietegen nimmt auch an spontanen, nicht angeordneten Auszügen teil, so am Zug des törichten Lebens von 1477, und kehrt, reich und eitel geworden, nach Hause zurück. Noch im Feldlager hat er von Violande, die in sich gegangen ist, erfahren, dass Küngolt in die Hände der drakonisch strafenden Ruechensteiner gefallen ist und hingerichtet werden soll. Nur eine schnelle Heirat könne sie retten. Dietegen überwindet sein moralisches Vorurteil gegen die „Dirne“, geht nach Ruechenstein und bewahrt Küngolt vorm Tod. Er beteiligt sich an den Mailänder Feldzügen, in denen er fällt, aus der Ehe aber ist ein „zahlreiches Geschlecht“ hervorgegangen.

## Entstehung
Die Novelle entstand in der ersten Hälfte, bis zum Tod der Forstmeisterin, von 1860 bis 1862. Der zweite Teil entstand erst 1873. Angeregt wurde Keller durch zwei juristische Fundstellen bei Melchior Schuler:
- Band I S. 404 f. (unter Luzern): Ein noch junger Knabe, der aber schon viel gestohlen hatte, ward 1473 zum Tode durch den Strick verurteilt; man bat für ihn um seiner Jugend willen, und nun sollte er ertränkt werden - aus Gnade, sagte man! Der Scharfrichter warf ihn in den Fluss und zog ihn am bestimmten Orte heraus, zerschnitt seine Bande und liess ihn als tot liegen. Die Stadtknechte legten ihn in einen Sarg, der einen Spalt hatte; Knaben blickten durch denselben und fanden, dass der Mund sich bewege; Frauen hörten dies, eilten hinzu, brachen den Sarg auf, fanden Leben im Knaben und trugen ihn in den Spital; da kam er zu sich selbst, lebte lange, ward ein Biedermann, nahm ein Weib und hatte schöne Kinder.[1]
- Band III, S. 469 f (unter Solothurn): Der Rath verurtheilte 1632 eine Kindsmörderin zum Tode. Da bot sich ein junger Mann von Regensburg an, sie zu heirathen. Nach uralter Sitte ward ihr nun, auf Fürbitte der Geistlichkeit, das Leben geschenkt; das Paar ward auf dem Rathhaus getraut und dann auf ewig verwiesen.[2]

## Ausgaben
- Gottfried Keller: Dietegen. In: Sämtliche Werke, hrsg. von Jonas Fränkel, Bd. 8, Bern 1927. Editorische Notizen Fränkels: S. 471–481